# Oryszkowce (rejon krzemieniecki)
Oryszkowce (ukr. Оришківці) – wieś na Ukrainie w rejonie krzemienieckim należącym do obwodu tarnopolskiego.